# Кара-Гяур Людмила Борисівна
Людми́ла Бори́сівна Ка́ра-Гя́ур (нар. 1 травня 1936, Шахти) — українська і російська театральна актриса. Народна артистка України (1995).

## Біографія
Народилася 1 травня 1936 року в місті Шахтах (нині Ростовська область, Росія) у сім'ї службовця. 1944 року її сім'я переїхала до Одеси, де у 1960 році вона закінчила філологічний факультет Одеського університету імені Іллі Мечникова. Паралельно з навчанням в університеті, навчалася у школі-студії при Одеському державному російському драматичному театрі імені Андрія Іванова, де познайомилася з викладачем студії, актором і режисером Євгеном Кара-Гяуром, за якого 1959 року вийшла заміж.
1961 року, за запрошеням директора Севастопольського російського драматичного театру імені Анатолія Луначарського Якова Театралова, подружжя Кара-Гяурів переїхало до Севастополя і стали працювати в трупі театру. Упродовж 1972—1987 років працювала у Казанському державному академічному російському великому драматичному театрі імені Василя Качалова. 1987 року повернулася до Севастопольського драматичного театру.

## Ролі
У Севастопольському театрі зіграла понад 120 ролей, серед них:
- Донна Анжела («Ревнива до самої себе» Тірсо де Моліни);
- Ліза Хрєнова («Традиційний збір» Віктора Розова);
- Настя («На дні» Максима Горького);
- Марія («Дім мамаші Францишки» Тадеуша Голуя);
- Наталія Петрівна («Місяць у селі» Івана Тургенєва);
- Герміона («Зимова казка» Вільяма Шекспіра);
- Калугіна, Надія («Співробітники», «Колись в Новорічну ніч» Еміля Брагінського й Ельдара Рязанова);
- Дотті Отлі («Театр» Майкла Фрейна);
- Ганна («Вечір» Олексія Дударова);
- Мадам Аркаті («Невгамовний дух» Ноела Коварда);
- Надія Андріївна («Подруга життя» Лева Корсунського);
- Лідія Василівна («Курортний роман» Олексія Арбузова);
- Тетяна («Millennium» Надії Птушкіної);
- Домна Пантеліївна («Таланти і шанувальники» Олександра Островського);
- Ханума («Ханума» Авксентія Цагарелі);
- Мод («Гарольд і Мод» Коліна Гіґґінса);
- Єлизавета («Ваша сестра і полонянка» Людмили Розумовської);
- Міс Гнуссен («Політ над гніздом зозулі» Дейла Вассермана);
- Памела («Дорога Памела» Джона Патріка);
- Авдот'я Назарівна («Іванов» Антона Чехова);
- Місіс Гофорт («Молочний фургон тут більше не зупиняється» Теннессі Вільямса);
- Клара Павлівна («Фабрична дівчинка» Олександра Володіна);
- Вона («Приємна жінка з квіткою та вікнами на північ» Едварда Радзинського).

## Нагороди
- Народна артистка Татарської АРСР з 1982 року;
- Народна артистка України з 1995 року;
- Премія імені Марії Заньковецької 1998 року («Найкраща актриса року України»[1]);
- Премія Кримського відділення Національної спілки театральних діячів імені Апітіна (2004; «За кращу жіночу роль» у виставі за п'єсою Джона Патріка «Дорога Памело, або Як би нам пришити стареньку?!..»)[1];
- Орден княгині Ольги III ступеня (20 серпня 2007[2].